# Confederação Brasileira de Jiu-Jitsu
A Confederação Brasileira de Jiu-Jitsu (CBJJ) é uma entidade oficial que regulamenta o jiu-jitsu esportivo no Brasil.
Foi fundada por Carlos Gracie Jr. em 1994, tendo como objetivo organizar, difundir e regulamentar o jiu-jítsu no Brasil.
A CBJJ é uma entidade afiliada a Federação Internacional de Jiu-Jitsu Brasileiro (IBJJF), que em parceria realizam anualmente o Campeonato Brasileiro de Jiu-Jitsu, Campeonato Brasileiro de Jiu-Jitsu Sem Kimono, Campeonato Sul Americano de Jiu-Jitsu, Rio BJJ Pro IBJJF Championship, Rio Fall International Open IBJJF Jiu-Jitsu Championship, Rio Fall International Open IBJJF Jiu-Jitsu No-Gi Championship, entre outros eventos.